# Эндоэдральные фуллерены
Эндоэдральные фуллерены — молекулы фуллеренов, в клетку которых заключены один или несколько атомов или молекул. Такие соединения обозначаются формулой Mm@Cn, где M — инкапсулированный атом или молекула, а нижние индексы указывают на число таких атомов и атомов углерода в молекуле фуллерена. Данное обозначение позволяет отличать эндоэдральные молекулы от обычных химических соединений, которые в случае фуллеренов обозначаются символом MmCn.

## Классификация
Эндоэдральные фуллерены образуют две основные группы:
- Содержащие внутри углеродного каркаса один или более атомов металла. Известны десятки таких соединений. Эти соединения изучаются спектральными и структурными методами.
- Содержащие внутри углеродного каркаса атомы инертных газов и азота. Взаимодействие между эндоэдральным атомом и углеродным каркасом в этом случае незначительно, получающиеся соединения не обладают новыми специфическими свойствами.

Особого внимания заслуживает эндоэдральный фуллерен, содержащий внутри углеродного каркаса одиночную молекулу воды, так как он становится полярной молекулой, что, во-первых, позволяет отделять такие молекулы от «пустых» фуллеренов, а во-вторых, позволяет измерить поляризацию некоторых ковалентных связей напрямую (что ранее было невозможно из-за присутствия водородных связей, отсутствующих в фуллерене).

## Методы исследования
- Оптическая спектроскопия
- Электронная спектроскопия
- ЯМР-спектроскопия
- ЭПР-спектроскопия
- Спектроскопия комбинационного рассеяния

## История
Синтез эндоэдральных фуллеренов был впервые осуществлён в 1991 г. путём лазерного облучения мишени из La2O3,
графитного порошка и смолы.

## Применение
Эндоэдральные фуллерены представляют собой новый класс объектов нанометровых размеров с уникальными физико-химическими свойствами и перспективами практического применения в биологии и медицине. Возможно создание на основе эндоэдральных фуллеренов с радиоактивными нуклидами металлов противораковых лекарств. Данное лекарство способно выборочно облучать опухолевые клетки организма.